# Natasha Kowalski
Natasha Kowalski (* 12. Juni 2003 in Holzminden) ist eine deutsche Fußballspielerin, die für die SGS Essen in der Frauen-Bundesliga spielt.

## Karriere

### Vereine
Die Mittelfeldspielerin spielte in der Jugend bei folgenden Vereinen: TSV Kirchbrak, HSC BW Schwalbe Tündern, SV 06 Holzminden und VfL Wolfsburg. Seit der Saison 2022/23 spielt sie bei der SGS Essen, wo sie in der 1. Damen-Mannschaft unter Vertrag steht.

### Auswahl-/Nationalmannschaft
Kowalski wirkte in insgesamt acht Spielen der U14, vier Spielen der U16 und vier Spielen der U18 Niedersachsenauswahl in Turnieren um den DFB-Länderpokal an der Sportschule Wedau in Duisburg mit.
Sie bestritt zwei Länderspiele für die U16-Nationalmannschaft.
Mit der U17-Mannschaft wurde sie 2019 Europameister. Für die U19 debütierte sie 2021 im EM-Qualifikationsspiel gegen Russland.
Bei der Reaktivierung der U23-Nationalmannschaft im Spieljahr 2024 kam sie am 24. Oktober in Frankfurt am Main beim 3:0-Sieg über die U23-Nationalmannschaft Frankreichs zum Einsatz.

## Sonstiges
Natasha Kowalski hat das Fachabitur erlangt und widmet sich einem Studium.

## Erfolge
- U17-Europameister 2019